# Пісенний конкурс Євробачення 2026
Пісенний конкурс Євробачення 2026 — 70-й пісенний конкурс, який відбудеться у Відні, Австрія, після перемоги країни на Євробаченні 2025. Півфінали та фінал пройдуть 12, 14 і 16 травня 2026 року відповідно. Австрія прийматиме Євробачення утретє, після конкурсів 1967 та 2015 років, обидва з яких також проходили у столиці країни.

## Місце проведення
Право на проведення конкурсу автоматично здобуває країна-переможниця попереднього року, окрім Австралії, у випадку перемоги якої Євробачення проходитиме у європейській країні, обраній Європейською мовною спілкою й телекомпанією SBS.
Після перемоги 17 травня 2025 року представника Австрії на Євробаченні 2025, країна здобула право на проведення конкурсу 2026 року. Уже наступного дня кілька австрійських міст висловили зацікавлення у проведенні конкурсу 2026 року. Першою стала столиця — місто Відень, мер якого, Міхаель Людвіг, підтвердив участь міста у боротьбі за проведення події. Свого часу саме у Відні проходили два конкурси, господарками яких була Австрія (1967, 2015). Пізніше того ж дня свою кандидатуру висунули Інсбрук і Грац. Ельке Кар, мер Граца, назвала Штадтгалле Грац потенційним місцем проведення. Інсбрук — OlympiaWorld Innsbruck. Також свою зацікавленість у проведенні конкурсу висловив Оберварт, Лінц разом із Вельсом, Санкт-Пельтен.
Телерадіокомпанія Österreichischer Rundfunk (ORF), яка відповідальна за участь країни у Євробаченні та є австрійським мовником, того ж дня також повідомила, що під час пошуку відповідного місця для проведення конкурсу насамперед враховуватимуться близькість до аеропорту та наявність відповідного залу для проведення необхідних заходів. На початку червня австрійський мовник ORF надіслав усім губернаторам земель заявку з описом усіх логістичних вимог конкурсу для потенційних міст-господарів. У вимоги ORF входили також інфраструктура міста й місткість готелів, наявність міжнародного аеропорту та специфікації до майбутнього місця проведення шоу.
Деякі міста одразу відмовилися від боротьби за право проведення Євробачення 2026. Клагенфурт визнав, що йому бракує потенційного місця для проведення конкурсу, а стадіону «Вертерзее» знадобиться надбудова даху, щоб він міг його прийняти. Зальцбург же стверджував, що не має можливості проводити подію на Зальцбург-Арені і вважав, що майданчик буде занадто малим.
2 червня 2025 року ORF розпочала офіційний процес подання заявок для міст та муніципалітетів, щоб вони могли заявити про свою зацікавленість. Ці кандидати згодом отримали детальну тендерну документацію та мали час до 4 липня, щоб подати свої заявки. Вимоги на першому етапі — місце проведення конкурсу повинно бути в доступі впродовж щонайменше 7-8 тижнів до фіналу Євробачення і 1 тижня після нього, а також, щоб зал мав місткість приблизно на 10 000 осіб.

Очікувалося, що у червні будуть визначені три фіналісти, які ввійдуть до короткого списку претендентів на проведення події, а у липні буде оголошено остаточне місто, яке прийматиме 70-й пісенний конкурс Євробачення. Проте згодом кількість міст, які офіційно подали заявку, зменшилася до двох — Відня та Інсбруку, а ORF спочатку оголосила, що місто-господар оберуть до 8 серпня, а згодом термін продовжили до 20 серпня.

Вінер-Штадтгалле, місце проведення Євробачення 2026

20 серпня 2025 року було офіційно оголошено про те, що конкурс пройде у Відні. ЄМС відзначила музичну репутацію Відня та вигідне географічне розташування як головні фактори вибору міста, а також підтвердила, що конкурс відбудеться у Вінер-Штадтгалле, де 2015 року вже проходив ювілейний 60-й конкурс. В ORF пояснили рішення тим, що заявка Відня виявилася найпривабливішою з огляду на інфраструктуру, логістику та економічну складову.
     Місто-переможець
     Потрапили в шортлист
| Місто        | Місце                     | Деталі |
| ------------ | ------------------------- | --- |
| Вельс і Лінц | Messe Wels                | Вельс бажав подати заявку на будівництво нового виставкового залу, завершення зведення якого планували на березень 2026 року. Зал мав замінити наявний Messe Wels. Місто розташоване поблизу Лінца і є восьмим за величиною в Австрії. Лінц, своєю чергою, забезпечив би додаткові культурні простори та можливості для розміщення. Губернатор Верхньої Австрії підтримав заявку міст. 4 червня Лінц і Вельс подали офіційну заявку мовнику, проте 1 липня все ж відмовилися через технічну невідповідність арени (низька стеля, недостатні точки підвісу тощо) та значне зростання витрат, порівняно з 2015 роком, які визнали надмірними. |
| Відень       | Вінер-Штадтгалле          | Арена приймала Пісенний конкурс Євробачення 2015 та пройшла багатомільйонну реконструкцію перед проведенням конкурсу. Мер Відня висловив зацікавленість у проведенні конкурсу втретє. Євробачення раніше проводилося в столиці Австрії — вперше в 1967 році у Великому фестивальному залі Гофбурга (нім. Großer Festsaal der Wiener Hofburg), а 2015 року — у Вінер-Штадтгалле. 3 липня місто офіційно подало заявку. |
| Грац         | Schwarzl-Freizeit Zentrum | Кандидатуру підтримала керівниця соціал-демократів Доріс Кампус. Подальша участь залежала від політичної волі на фінансування. Кампус зазначила: «Грац має все необхідне — серце, культуру, досвід». 27 червня Грац відмовився від подання своєї кандидатури через надто високу вартість організації та відсутність підтримки від Штирії та держави. |
| Грац         | Штадтгалле Грац           | Кандидатуру підтримала керівниця соціал-демократів Доріс Кампус. Подальша участь залежала від політичної волі на фінансування. Кампус зазначила: «Грац має все необхідне — серце, культуру, досвід». 27 червня Грац відмовився від подання своєї кандидатури через надто високу вартість організації та відсутність підтримки від Штирії та держави. |
| Ебрайхсдорф  | Тимчасовий майданчик      | Кінний майданчик «Comer City», розташований приблизно за 20 км від міжнародного аеропорту Відня, запропонував створити тимчасовий майданчик, який би вміщував 20 000 осіб, а також місце для ще 30 000 осіб для перегляду шоу. 15 червня «Comer City» та Ебрайхсдорф відмовилися від подання офіційної заявки, оскільки вважали занадто короткими терміни для прийняття рішень. Окрім цього, саме майданчик «Comer City» був рушійною силою заявки, проте правила ORF вказують, що лише муніципалітети можуть подавати заявки на проведення конкурсу, а не приватні організації.                                                            |
| Інсбрук      | OlympiaWorld Innsbruck    | Заявка Інсбрука зосереджена на OlympiaWorld Innsbruck, спортивному комплексі, побудованому для зимових Олімпійських ігор 1964 року. Інсбрук раніше подавав заявку на проведення Пісенного конкурсу Євробачення 2015 та був одним із трьох міст, що потрапили до короткого списку. 4 липня місто подало офіційну заявку для проведення конкурсу 2026 року. |
| Оберварт     | Messe Oberwart            | Мер Георг Рознер заявив ORF, що вважає Оберварт відповідним усім вимогам для проведення конкурсі. Проте потенційне місце проведення не задовольняло всі вимоги. 20 червня Оберварт зняв свою кандидатуру, оскільки муніципалітет погодився, що місце проведення занадто мале. |

## Формат

### Девіз
14 листопада 2023 року Європейська мовна спілка та SVT повідомили, що девіз Євробачення 2023 — «Об'єднані музикою» — обрали постійним девізом Пісенного конкурсу Євробачення.

### Ведучі
У липні 2025 року видання Kleine Zeitung повідомило перші імена, які нібито розглядаються як потенційні ведучі 70-го пісенного конкурсу Євробачення. Серед них — Вікторія Сваровскі, співачка, телеведуча і бізнесвумен родом із Тіролю, яка вважається однією з фавориток у разі проведення конкурсу в Інсбруку. Також згадується Анді Кнолл, австрійський коментатор конкурсу для ORF з 1999 року, популярний ведучий на радіо й телебаченні. Крім того, Кончита Вурст, переможниця Євробачення 2014, імовірно, може повернутися до ролі ведучої грінруму.

### Жеребкування
Для визначення порядку виступів у півфіналі країн-учасниць організовується жеребкування. Півфіналісти розподіляються між кількома кошиками на основі історичних моделей голосування з метою зменшення ймовірності «блокового голосування» та посилення напруги у півфіналі. Жеребкування також визначає, у якому півфіналі голосуватимуть країна-переможниця минулого року та країни «Великої п'ятірки» (Франція, Німеччина, Італія, Іспанія та Велика Британія).

### Виробництво
27 червня 2025 року Європейська мовна спілка (ЄМС) оголосила, що Мартін Естердаль йде з посади виконавчого супервайзера конкурсу, а директор Євробачення Мартін Грін тимчасово візьме на себе обов'язки Естердаля.

## Країни-учасниці
Станом на серпень 2025 року відомо про 20 країн, які публічно оголосили про свою участь у Пісенному конкурсі Євробачення 2026:
| №  | Країна          | Виконавець                      | Пісня                           | Мова                            | Прим.         |
| -- | --------------- | ------------------------------- | ------------------------------- | ------------------------------- | ------------- |
| 1  | Австрія         |                                 |                                 |                                 | [ 37 ]        |
| 2  | Азербайджан     |                                 |                                 |                                 | [ 38 ]        |
| 3  | Албанія         | Визначиться в грудні 2025 року  | Визначиться в грудні 2025 року  | Визначиться в грудні 2025 року  | [ 39 ]        |
| 4  | Велика Британія |                                 |                                 |                                 | [ 40 ]        |
| 5  | Греція          |                                 |                                 |                                 | [ 41 ]        |
| 6  | Данія           | Визначиться 14 лютого 2026 року | Визначиться 14 лютого 2026 року | Визначиться 14 лютого 2026 року | [ 42 ]        |
| 7  | Ізраїль         |                                 |                                 |                                 | [ 43 ]        |
| 8  | Іспанія         | Визначиться 14 лютого 2026 року | Визначиться 14 лютого 2026 року | Визначиться 14 лютого 2026 року | [ 44 ] [ 45 ] |
| 9  | Кіпр            |                                 |                                 |                                 | [ 46 ]        |
| 10 | Німеччина       |                                 |                                 |                                 | [ 47 ]        |
| 11 | Латвія          | Визначиться 14 лютого 2026 року | Визначиться 14 лютого 2026 року | Визначиться 14 лютого 2026 року | [ 48 ] [ 49 ] |
| 12 | Литва           | Визначиться 27 лютого 2026 року | Визначиться 27 лютого 2026 року | Визначиться 27 лютого 2026 року | [ 50 ] [ 51 ] |
| 13 | Люксембург      | Визначиться 24 січня 2026 року  | Визначиться 24 січня 2026 року  | Визначиться 24 січня 2026 року  | [ 52 ] [ 53 ] |
| 14 | Мальта          |                                 |                                 |                                 | [ 54 ] [ 55 ] |
| 15 | Нідерланди      |                                 |                                 |                                 | [ 56 ]        |
| 16 | Норвегія        |                                 |                                 |                                 | [ 57 ]        |
| 17 | Сербія          |                                 |                                 |                                 | [ 58 ]        |
| 18 | Фінляндія       | Визначиться 28 лютого 2026 року | Визначиться 28 лютого 2026 року | Визначиться 28 лютого 2026 року | [ 59 ]        |
| 19 | Швеція          |                                 |                                 |                                 | [ 60 ]        |
| 20 | Швейцарія       |                                 |                                 |                                 | [ 61 ]        |

### Торішні учасники
Наступні країни брали участь у Євробаченні 2025 року, але ще публічно не підтвердили або не заперечили свої наміри щодо участі у конкурсі 2026 року:
- Австралія
- Бельгія
- Вірменія
- Грузія
- Естонія
- Ірландія
- Ісландія
- Італія
- Польща
- Португалія
- Сан-Марино
- Словенія
- Україна
- Хорватія
- Франція
- Чехія
- Чорногорія

### Наміри щодо участі

#### Активні члени ЄМС
- Бельгія — валлонський мовник RTBF(інші мови) оголосив, що Мікаель Де Ліл стане новим головою делегації Бельгії на Пісенному конкурсі Євробачення 2026. Він замінить Леслі Кейбл, яка обіймала цю посаду з 2005 року. Очікується, що він продовжить стратегію своєї попередниці або внесе власне бачення до участі країни в Євробаченні[62]. 7 липня 2025 року Де Ліл підтвердив намір RTBF взяти участь у 2026 році[63][64]. Однак через два дні VRT, національний мовник країни, повідомив, що RTBF ще не підтвердив свою участь і має намір почекати, продовжуючи організовувати процес відбору у звичайному режимі[65].
- Румунія – 14 квітня 2025 року президент румунського мовника TVR(інші мови) Дан Туртуріке заявив, що повернення Румунії на конкурс буде можливим після нормалізації відносин між мовником та румунською музичною індустрією[66]. Румунія востаннє брала участь у 2023 році.
- Сан-Марино — після того, як країна вчетверте за 15 років участі кваліфікувалася до фіналу Євробачення, Федеріко Педіні Аматі(інші мови), державний секретар з питань туризму Сан-Марино, заявив, що має намір надалі інвестувати ресурси в організацію національного відбору для вибору представника для конкурсу[67]. Своєю чергою директор SMRTV(інші мови), Роберто Серджіо, 13 червня 2025 року заявив, що мовник розглядає можливість відмови від участі у 2026 році через відсутність прозорості щодо результатів попереднього конкурсу[68].
- Чорногорія – продюсер Montesong, національного відбору країни на Євробачення, Даніель Алібабич закликав чорногорську владу до більшої участі в зусиллях RTCG щодо Євробачення у 2026 році. Голова делегації країни Владана Вучинич заявила у статті, опублікованій на вебсайті RTCG після Євробачення 2025: «До зустрічі наступного року». 15 червня чорногорський мовник оголосив, що рішення про участь країни у 2026 році буде прийнято наприкінці вересня 2025 року[69].
- Франція — Александра Редде-Ам'єль, керівниця французької делегації на Євробаченні та директорка розважальних програм та ігор французького національного мовника France Télévisions, в інтерв'ю зазначила про можливість відновлення національного відбору у 2026 році для визначення представника країни на Євробаченні. Протягом усього інтерв'ю Редде-Ам'єль також підкреслювала, що мета Франції — не просто брати участь у Євробаченні, а й лідирувати на ньому[70].

#### Асоційовані члени ЄМС
- Казахстан – 8 липня 2025 року голова ради директорів казахстанського мовника «Хабар» Кемельбек Ойшибаєв заявив, що в червні, на останніх загальних зборах Європейської мовної спілки (ЄМС), обговорювався потенційний дебют країни на Євробаченні. Ноель Курран, генеральний директор ЄМС, позитивно відреагував на пропозицію Ойшибаєв запросити Казахстан на конкурс, і зазначив, що питання можливого дебюту країни на конкурсі буде обговорено на наступному засіданні ЄМС[71].

### Відмова від участі
- Андорра — у лютому 2025 року повідомлялося, що каталонський мовник TV3(інші мови) веде перемовини з Андоррою щодо можливої співпраці для повернення країни на Євробачення у 2026 році. Представником країни на конкурсі міг би бути переможець Eufòria, каталонського музичного конкурсу, який TV3 організовує з 2022 року. Каталонія, адміністративний регіон на північному сході Іспанії, намагалася отримати повноправне членство в ЄМС, оскільки розглядала шляхи участі у Євробаченні. У квітні 2019 року TV3 подав заявку на членство, але в липні 2019 року вона була відхилена. У ЄМС заявили, що статут спілки не передбачає можливість прийняття регіональної станції як незалежного члена[72]. Наприкінці травня 2025 року RTVA, мовник Андорри, заявив, що не братиме участі у Євробаченні 2026 та не співпрацюватиме з TV3 над можливим поверненням[73][74]. Андорра востаннє брала участь у 2009 році.
- Боснія і Герцеговина — 13 травня 2025 року колишня голова боснійської делегації Лейла Бабович дала інтерв'ю, в якому пояснила причини, через які боснійський мовник BHRT досі не може повернутися до конкурсу, заявивши: «Якщо ми сплатимо [фінансовий] борг [перед ЄМС] до листопада 2025 року та почнемо серйозно працювати над участю, ми можемо повернутися у 2026 році, але це вимагає зусиль від BHRT, держави, спонсорів та людей, щоб вибрати правильну пісню та повернутися як серйозні конкуренти»[75]. 14 червня 2025 року Бабович заявила, що країна наразі не може повернутися на конкурс навіть за підтримки спонсора, оскільки ЄМС вимагає, щоб спочатку був сплачений весь борг[76]. Боснія і Герцеговина востаннє брала участь у 2016 році.
- Словаччина — 7 червня 2025 року прессекретар STVR Філіп Пуховський заявив, що мовник розглядає можливість повернення до конкурсу в майбутньому[77], проте вже 23 липня була опублікована заява Пуховського про те, що «витрати на повну участь, включно з ліцензійними зборами, виробництвом і логістикою, непропорційно високі порівняно з доходами та впливом на суспільство», тому Словаччина не повернеться на конкурс у 2026 році[78]. Словаччина востаннє брала участь у 2012 році.

## Мовники, коментатори та речники
Усі учасники мовлення можуть вибрати місцевих або запрошених коментаторів, які надаватимуть інформацію про перебіг шоу, учасників, голосування місцевій аудиторії. Хоча мовники повинні транслювати щонайменше півфінал, за який вони голосують, і фінал, більшість транслюють усі три шоу з різними програмними планами. Подібним чином деякі мовники, країни яких не беруть участі, все ще можуть транслювати конкурс.